# Пилковий кошик

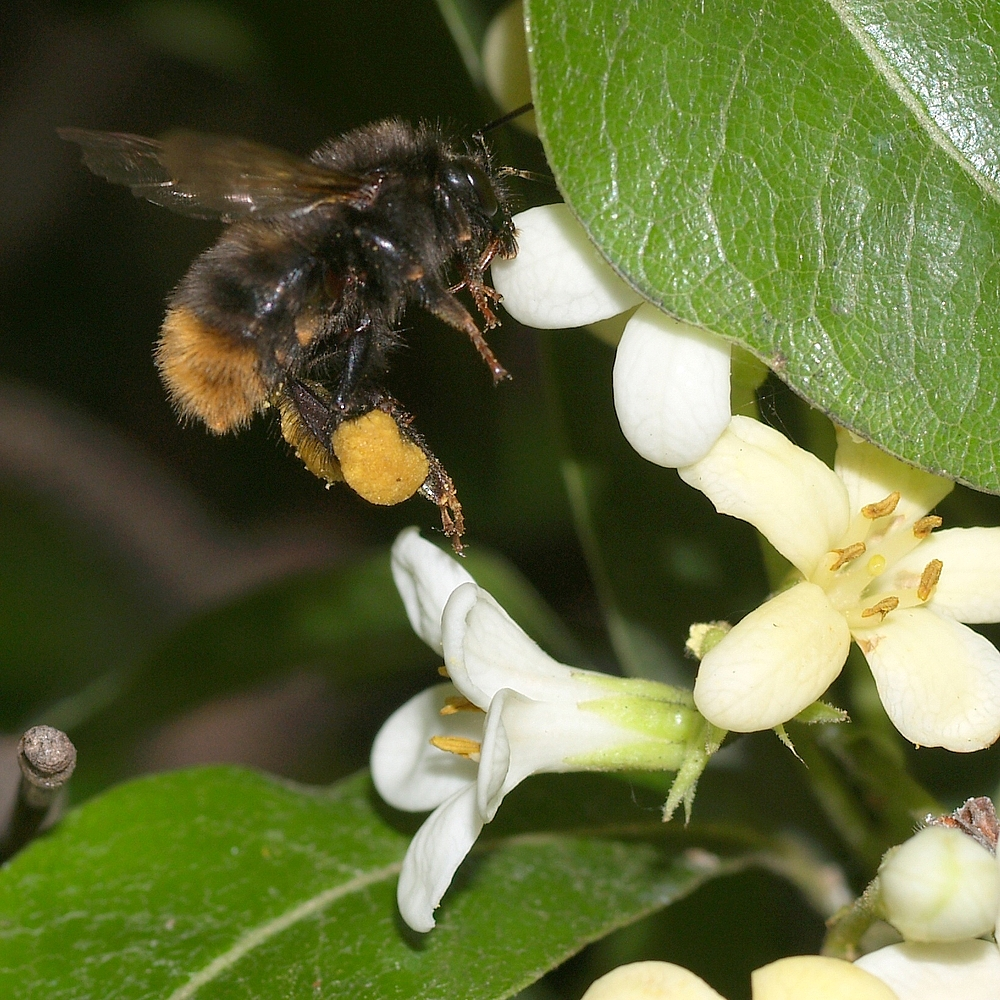
Самиця джмеля Bombus ardens із наповненим пилковим кошиком

Кóшик — структура на ногах деяких бджолиних, яка допомагає їм збирати і транспортувати пилок. Кошики мають медоносні бджоли підродини Apinae: медоносні бджоли, джмелі, безжалі та орхідні бджоли. Інші види бджіл натомість мають лише щільні скупчення розгалужених волосків на черевці та (або) ногах.

## Будова
Бджолиний кошик розташований на гомілках і лапках задньої пари ніг. Задня гомілка медоносної бджоли розширена до вершини і має форму витягнутого трикутника. Її внутрішня поверхня трохи увігнута і, на відміну від решти покривів тіла, гладенька й блискуча, бо майже позбавлена волосків. Лише вздовж двох довгих боків гомілки розташовано по одному ряду твердих вертикальних волосків. Це і є, власне, кошик. Посередині його, на дні увігнутості, сидить загнута волосина і навколо неї — декілька коротких щетинок. Вздовж широкої вершини гомілки йде ряд гострих довгих зубців — густий гребінець.
До вершини гомілки прикріплений перший членик лапки. Він приблизно прямокутний, ширина його така сама, як у гребінця і він може маятникоподібно ковзати вздовж гребінця. На його внутрішньому боці є щіточка — 10-12 рядів золотаво-жовтих волосків. Щіточки мають також і лапки середніх ніг.

## Збирання пилку

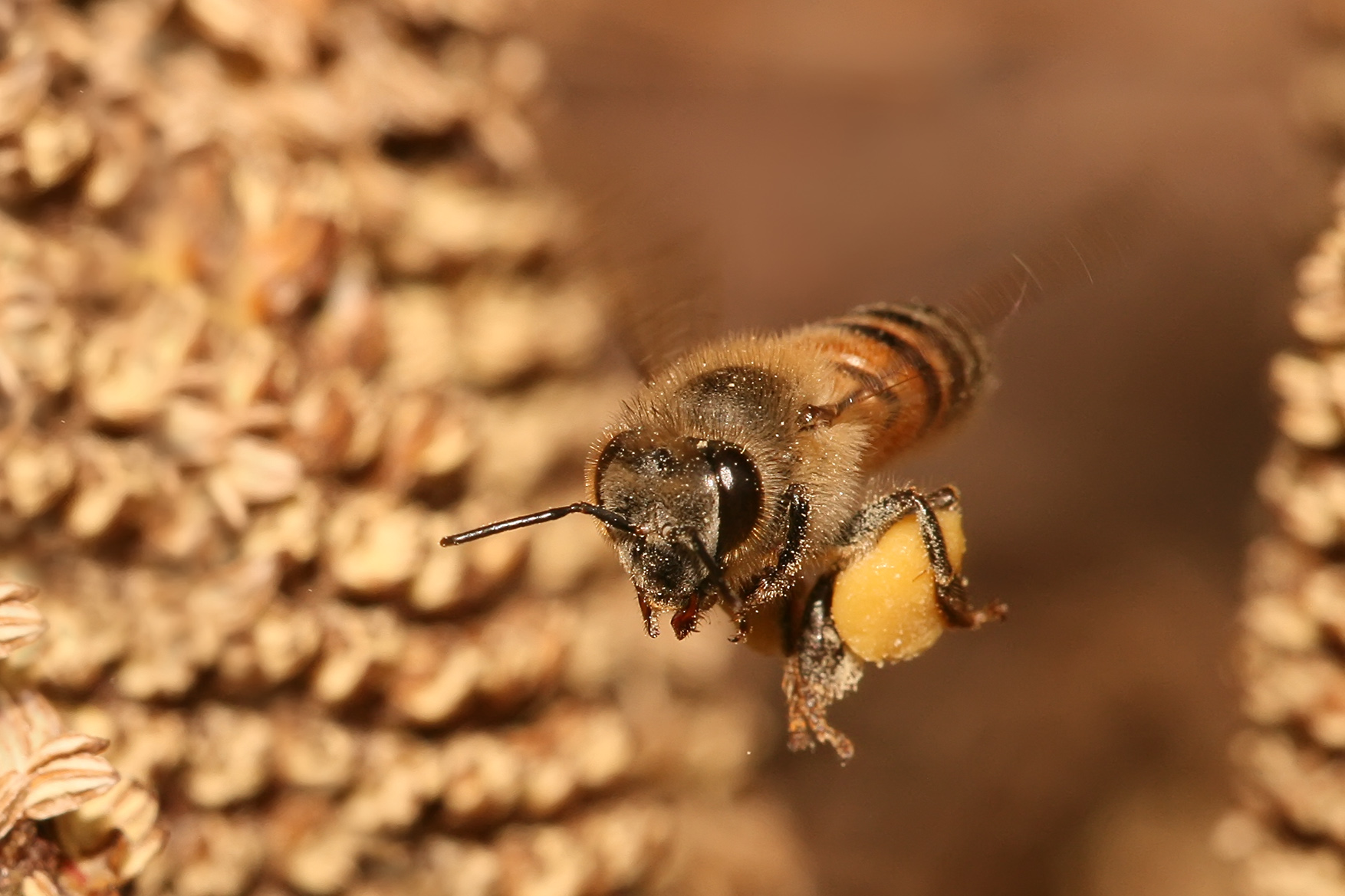
Бджола медоносна з повним кошиком пилку повертається додому

На квітах бджола зіскрібає пилок щелепами і зволожує його слиною. Пилкові зерна прилипають до волосків голови й грудей. Цьому сприяє шерехата поверхня пилкових зерен і розгалуженість частини волосків.
Передніми ногами бджола зчищає цей пилок, він скупчується на щіточках середніх лапок. Потім вони протягуються між щіточками середніх ніг, а ті — між щіточками задніх ніг. Коли задні щіточки заповнені пилком, бджола переносить його до кошиків. Для цього вона:
- зближує під черевцем задні ноги так, щоби гребінець однієї ноги встромився у щіточку іншої.
- проводить правим гребінцем по лівій щіточці, потім лівим — по правій і вичісує з них пилкові зерна; зволожені, вони злипаються. Отже, на кожному гребінці утворюється по грудочці пилку.
- лапками робить маятникоподібні рухи і зсуває грудочки з гребінців у кошики.
- у кошику купка пилку наштовхується на волосину і вона утримує купку на місці.

Усі чотири операції бджола робить на льоту і дуже швидко. Поступово кошик наповнюється пилком. «Огорожа» з міцних волосків і глевка консистенція не дають пилку покинути кошик. У ньому формується щільна округла грудка — обніжжя. Повернувшись до вулика, бджоли середньою ногою зіштовхують його у чарунки.

## Цікаві факти
- Латинську назву збиральній структурі медоносної бджоли першим дав французький вчений Рене Реомюр: лат. corbicula — «кошик». Вона закріпилася в інших мовах: «пилковий кошик» в англійській (pollen basket), іспанській (canasta de polen), шведській (Pollenkorg) та  ін.

- Кошиків позбавлені самці джмелів, трутні й матки медоносних бджіл.